# Babá (1934−2010)
Babá, właśc. Mário Braga Gadelha (ur. 24 kwietnia 1934 w Aracati, zm. 8 kwietnia 2010) – piłkarz brazylijski, występujący na pozycji ofensywnego pomocnika.

## Kariera klubowa
Karierę piłkarską Babá rozpoczął w klubie Cearze w 1952 roku. W latach 1954–1962 występował we CR Flamengo. Z Flamengo dwukrotnie zdobył mistrzostwo stanu Rio de Janeiro – Campeonato Carioca w 1954 i 1955 roku. W latach 1962–1967 grał w meksykańskim Pumas UNAM.
Karierę zakończył w macierzystej Cearze w 1968 roku.

## Kariera reprezentacyjna
W reprezentacji Brazylii Babá zadebiutował 29 czerwca 1961 w wygranym 3-2 towarzyskim meczu z reprezentacją Paragwaju. Był to jego jedyny mecz w reprezentacji.